# 안트라센
안트라센(Anthracene)은 벤젠고리가 직선으로 3개 있는 모양의 분자를 가진 무색 결정으로 분자량은 178.2, 녹는점은 218 °C, 끓는점은 340 °C이며, 비중은 1.25(20 °C)이다. 분자식은 C14H10로 쓴다.
페난트렌과는 이성질체이다.

## 같이 보기
- 페난트렌
- 테트라센